# (7284) 1989 VW
A (7284) 1989 VW egy kisbolygó a Naprendszerben. Oshima, Y. fedezte fel 1989. november 4-én.